# Trilogy (Yngwie Malmsteen)
Trilogy è il terzo album del chitarrista svedese Yngwie J. Malmsteen.

## Il disco
Spicca la traccia strumentale Trilogy Suite Op.5 in cui sono evidenti le peculiarità chitarristiche dell'autore, in particolare un'invidiabile pulizia e velocità di esecuzione. Sono presenti numerose citazioni dai vari fraseggi barocchi di Johann Sebastian Bach, uso del modo frigio e inflessioni nello stile di Ritchie Blackmore.
Il disco è dedicato all'ex primo ministro svedese Olof Palme, assassinato nello stesso anno.

## Tracce
1. You Don't Remember, I'll Never Forget – 4:29
2. Liar – 4:07
3. Queen In Love – 4:02
4. Crying – 5:01
5. Fury – 3:54
6. Fire – 4:09
7. Magic Mirror – 3:51
8. Dark Ages – 3:54
9. Trilogy Suite Op.5 – 7:13

(Tutte le canzoni sono scritte ed arrangiate da Y. J. Malmsteen)

## Formazione
- Yngwie Malmsteen - chitarra, basso
- Mark Boals - voce
- Jens Johansson - tastiera
- Anders Johansson - batteria